# لیگ فوتبال استان ایلام
لیگ فوتبال استان ایلام بالاترین سطح فوتبال در استان ایلام می باشد که در پنجمین سطح از فوتبال ایران و بعد از لیگ دسته سوم فوتبال ایران قرار دارد. قهرمان این جام به مسابقات کشوری لیگ دسته سوم فوتبال ایران راه می‌یابد و جواز حضور در جام حذفی را کسب می‌کند.

## نحوه برگزاری
مسابقات در یک مرحله و بین ۱۲ تیم برگزار می‌شود. قهرمان لیگ به لیگ دسته سوم فوتبال ایران صعود می‌کنداین مسابقات هر سال توسط هیئت فوتبال استان ایلام برگزار می‌شود.

## قهرمان لیگ استانی
- قهرمانی تیم فجر دهلران در فصل ۱۳۹۲ - ۱۳۹۳
- قهرمانی تیم پرسپولیس دره شهر در فصل ۱۳۹۳ - ۱۳۹۴
- قهرمانی تیم فجر دهلران در فصل ۱۳۹۴ - ۱۳۹۵
- قهرمانی تیم مهرگان دره شهر در فصل ۱۳۹۵ - ۱۳۹۶
- قهرمانی تیم شهدای چوار ۶۵ ایلام در فصل ۱۳۹۶ - ۱۳۹۷
- قهرمانی تیم کوثر مهران در فصل ۱۳۹۷ - ۱۳۹۸
- قهرمانی تیم شهدای چوار ۶۵ ایلام در فصل ۱۳۹۸ - ۱۳۹۹
- قهرمانی تیم  شهرانی دهلران در فصل ۱۳۹۹- ۱۴۰۰
- قهرمانی تیم کوثر مهران در فصل ۱۴۰۰ - ۱۴۰۱
- قهرمانی تیم نفت و گاز ایلام در فصل ۱۴۰۲-۱۴۰۳

## قهرمانی لیگ حذفی استانی
- تیم پالایش گاز ایلام در سال ۱۳۸۶ -۱۳۸۷
- تیم پالایش گاز ایلام در سال ۱۳۸۷ -۱۳۸۸
- تیم پرسپولیس دره شهر در سال ۱۳۸۸-۱۳۸۹
- تیم شاهین ایلام در سال ۱۳۹۲ - ۱۳۹۳
- تیم کوثر مهران در سال ۱۳۹۳ - ۱۳۹۴
- تیم مهرگان دره شهر در سال ۱۳۹۴ - ۱۳۹۵
- تیم شهدای چوار در سال ۱۳۹۵ - ۱۳۹۶
- تیم پدیده ملکشاهی در سال ۱۳۹۶ - ۱۳۹۷
- تیم مهرگان دره شهر در سال ۱۳۹۷ - ۱۳۹۸
- تیم پدیده ملکشاهی در سال ۱۳۹۸ - ۱۳۹۹
- تیم وحدت ایوان در سال ۱۳۹۹ - ۱۴۰۰
- تیم ستارگان سیوان در سال ۱۴۰۰ - ۱۴۰۱

## نماینده استان ایلام در لیگ دسته ۳ کشوری
- حضور تیم نفت و گاز ایلام در فصل ۱۴۰۳ - ۱۴۰۴
- حضور تیم مهرگان دره شهر و نفت و گاز ایلام در فصل ۱۴۰۲ - ۱۴۰۳
- حضور تیم کوثر مهران در فصل ۱۴۰۱ - ۱۴۰۲
- حضور تیم شهرانی دهلران در فصل ۱۴۰۰ - ۱۴۰۱
- حضور تیم چوار ۶۵ ایلام در فصل ۱۳۹۹ - ۱۴۰۰
- حضور تیم کوثر مهران در فصل ۱۳۹۸ - ۱۳۹۹
- حضور تیم چوار ۶۵ ایلام در فصل ۱۳۹۷ - ۱۳۹۸
- حضور تیم مهرگان دره شهر در فصل ۱۳۹۶ - ۱۳۹۷
- حضور تیم های مهرگان دره شهر و فجر دهلران در فصل ۱۳۹۵ - ۱۳۹۶
- حضور تیم پرسپولیس دره شهر در فصل ۱۳۹۴ - ۱۳۹۵
- حضور تیم فجر دهلران در فصل ۱۳۹۳ - ۱۳۹۴

## نماینده استان ایلام در جام حذفی کشور
- حضور تیم بهمن ایلام در سال ۱۳۸۴ - ۱۳۸۵
- حضور تیم پالایش گاز ایلام در سال ۱۳۸۷ - ۱۳۸۸
- حضور تیم پالایش گاز ایلام در سال ۱۳۸۸ - ۱۳۸۹
- حضور تیم پرسپولیس دره شهر در سال ۱۳۸۹ - ۱۳۹۰
- حضور تیم شاهین ایلام در سال ۱۳۹۳ - ۱۳۹۴
- حضور تیم کوثر مهران در سال ۱۳۹۴ - ۱۳۹۵
- حضور تیم مهرگان دره شهر در سال ۱۳۹۵ - ۱۳۹۶
- حضور تیم پدیده ملکشاهی و شهدای چوار در سال ۱۳۹۶ - ۱۳۹۷
- حضور تیم پدیده ملکشاهی در سال ۱۳۹۷ - ۱۳۹۸
- حضور تیم مهرگان دره شهر در سال ۱۳۹۸ - ۱۳۹۹
- حضور تیم پدیده ملکشاهی در سال ۱۳۹۹ - ۱۴۰۰
- حضور تیم وحدت ایوان در سال ۱۴۰۰ - ۱۴۰۱
- حضور تیم ستارگان سیوان در سال ۱۴۰۱- ۱۴۰۲

## داوران فوتبال
- امیر ایار سابقه قضاوت در لیگ برتر خلیج فارس

## مردان فوتبالیست
- سعید لطفی (بازیکن فوتبال، زاده ۱۳۷۱)
- کمیل محمدی

## بانوان فوتبالیست
- حدیث بساط شیر